# Mt. Gox
Mt. Gox era una plataforma de intercambio de Bitcoin con sede en Shibuya, Tokio, Japón.  Lanzado en 2006 como un servicio de juego de cartas comercializable, Mt. Gox se transformó en un intercambio de Bitcoin en 2010 y manejó más del 70% de todas las transacciones de Bitcoin a nivel mundial a principios de 2014.  
En febrero de 2014, Mt. Gox suspendió sus operaciones, cerró su sitio web y su servicio de cambio y solicitó protección por bancarrota ante los acreedores.    En abril de 2014, la empresa había iniciado el procedimiento de liquidación.   La compañía informó que faltaban aproximadamente 850.000 bitcoins, aunque posteriormente se recuperaron 200.000 bitcoins.   En abril de 2015, la empresa de seguridad de Tokio WizSec presentó pruebas que indicaban que la mayoría o la totalidad de los bitcoins faltantes fueron robados directamente de la billetera de criptomonedas activa de Mt. Gox a lo largo del tiempo, a partir de fines de 2011.   
En 2017, Alexander Vinnik, el operador ruso de la plataforma de intercambio de Bitcoin BTC-e, fue arrestado en Grecia y acusado de lavar más de 4 mil millones de dólares, incluidos fondos robados del hackeo de Mt. Gox.  Las autoridades estadounidenses acusaron a Vinnik de utilizar BTC-e para lavar dinero para personas involucradas en delitos como piratería informática y tráfico de drogas.  También lo vincularon con el colapso de Mt. Gox, alegando que lavó los fondos robados a través de BTC-e y Tradehill, otro intercambio que poseía.  El arresto de Vinnik fue parte de una serie de operaciones estadounidenses contra cibercriminales rusos en Europa.  En mayo de 2024, Vinnik se declaró culpable de conspiración para cometer lavado de dinero. 
En junio de 2023, el Departamento de Justicia de los Estados Unidos acusó a dos ciudadanos rusos, Alexey Bilyuchenko y Aleksandr Verner, de conspirar para lavar aproximadamente 647.000 bitcoins robados en el hackeo de 2014 a Mt. Gox.  Los bitcoins robados estaban valorados en aproximadamente 500 millones de dólares en ese momento. 

## Fundación (2006-2010)
A finales de 2006, el programador Jed McCaleb pensó en crear un sitio web para los usuarios del servicio de juego de cartas intercambiables Magic: The Gathering Online, para permitirles intercambiar cartas de "Magic: The Gathering Online" como si fueran acciones.    En enero de 2007, compró el nombre de dominio "Mt.gox", abreviatura de "Magic: The Gathering Online eXchange".     Inicialmente, en versión beta,  a fines de 2007, el servicio estuvo activo durante aproximadamente tres meses antes de que McCaleb pasara a otros proyectos, habiendo decidido que no valía la pena invertirle su tiempo. En 2009, reutilizó el nombre de dominio para publicitar su juego de cartas The Far Wilds. 
En julio de 2010, McCaleb leyó sobre Bitcoin en Slashdot ,  y decidió que la comunidad de Bitcoin necesitaba un intercambio para intercambiar Bitcoin y monedas regulares. El 18 de julio, Mt. Gox lanzó su servicio de intercambio y cotización de precios, implementándolo en el nombre de dominio libre "Mt.Gox".  

## Historia temprana y brechas de seguridad (2009-2011)
En 2009, Mark Karpelès fundó Tibanne Co. Ltd., un proveedor de tecnología relacionada con Bitcoin con sede en Japón, donde se desempeñó como director ejecutivo.  En marzo de 2011, Jed McCaleb vendió el 88% de Mt. Gox a Tibanne Co. Ltd, controlada por Karpelès, un desarrollador francés que entonces residía en Francia.  Posteriormente, Karpelès trasladó la sede de la empresa a Tokio, Japón, donde comenzó a ampliar sus operaciones. 
El 13 de junio de 2011, Mt. Gox informó que aproximadamente 25.000 bitcoins (valorados en unos 400.000 dólares en ese momento) habían sido robados de 478 cuentas. El 17 de junio, la base de datos de usuarios de Mt. Gox se filtró y se publicó para su venta en Pastebin, firmada por un usuario llamado "cRazIeStinGeR" y vinculada a la dirección de correo electrónico "auto36299386@hushmail.com".  Los informes indicaron que el robo de bitcoins de las cuentas de Mt. Gox continuó durante todo ese día. El 19 de junio, operaciones fraudulentas hicieron que el precio de bitcoin cayera a un centavo en la bolsa Mt. Gox. Un hacker supuestamente utilizó credenciales de una computadora comprometida perteneciente a un auditor de Mt. Gox para transferirse una gran cantidad de bitcoins a sí mismo y luego utilizó el software de la bolsa para venderlos, creando una orden de "pedido" masiva a cualquier precio. El precio se corrigió en cuestión de minutos hasta su valor correcto.       Se vieron afectadas cuentas con un equivalente a más de 8,75 millones de dólares.  Para demostrar el control sobre las monedas restantes, Mt. Gox anunció y ejecutó el traslado de 424.242 bitcoins desde el almacenamiento en frío a una dirección de Mt. Gox en el bloque 132749. 
En octubre de 2011, aparecieron aproximadamente dos docenas de transacciones en la cadena de bloques (bloque 150951) que enviaron un total de 2.609 bitcoins a direcciones no válidas.  Como nunca se pudo asignar una clave privada a estas direcciones, los bitcoins se perdieron efectivamente. Aunque el cliente estándar normalmente verificaría dichos errores y rechazaría las transacciones, los nodos de la red no lo hicieron, lo que reveló una vulnerabilidad en el protocolo.[cita requerida]

## Primeros desafíos y cuestiones jurídicas (2013)

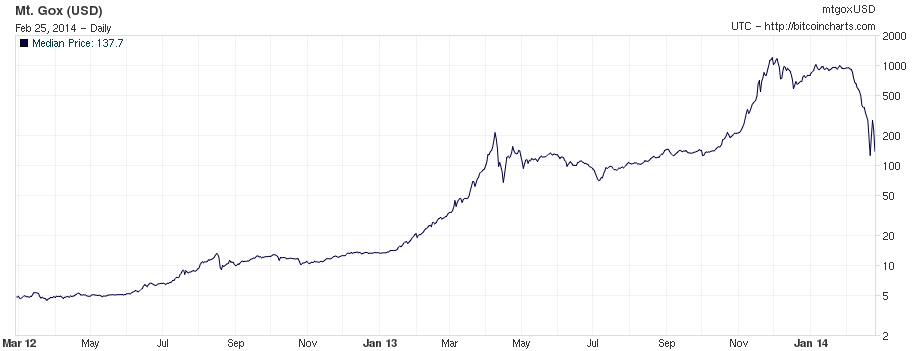
Historial de precios de bitcoin en dólares estadounidenses en escala logarítmica en la bolsa Mt. Gox desde febrero de 2012 hasta su cierre en febrero de 2014

El 22 de febrero de 2013, tras la introducción de nuevos requisitos contra el lavado de dinero por parte de la empresa de comercio electrónico/sistema de pago en línea Dwolla, algunas cuentas de Dwolla quedaron restringidas temporalmente. Como resultado, las transacciones de Mt. Gox a esas cuentas fueron canceladas por Dwolla. Los fondos nunca regresaron a las cuentas de Mt. Gox. El servicio de asistencia de Mt. Gox emitió el siguiente comentario: "Le informamos de que no se le permite cancelar ningún retiro recibido de Mt. Gox, ya que nunca antes hemos tenido este caso y estamos trabajando con Dwolla para localizar sus fondos devueltos". Los fondos finalmente fueron devueltos el 3 de mayo, casi tres meses después, con una nota: "Le informamos de que nunca más debe cancelar ningún retiro de Dwolla".[cita requerida]
En marzo de 2013, el registro de transacciones de Bitcoin o "blockchain" se bifurcó temporalmente en dos registros independientes, con diferentes reglas sobre cómo se podían aceptar las transacciones. La plataforma de intercambio de bitcoins Mt. Gox suspendió brevemente los depósitos de bitcoins. Los precios de Bitcoin cayeron brevemente un 23%, a $37, cuando ocurrió el evento,   antes de recuperarse a su nivel anterior (aproximadamente $48) en las horas siguientes. 
En abril de 2013 y principios de 2014, Mt. Gox había crecido hasta el punto de manejar más del 70% de las transacciones de bitcoins del mundo, siendo el mayor intermediario de bitcoins y el principal intercambio de bitcoins del mundo.     Ante el rápido aumento de los precios, Mt. Gox suspendió las operaciones del 11 al 12 de abril para "enfriar el mercado".  El valor de un solo bitcoin cayó a un mínimo de $55,59 después de la reanudación de las operaciones, antes de estabilizarse por encima de $100. A mediados de mayo de 2013, Mt. Gox comercializaba 150.000 bitcoins por día, según Bitcoin Charts. 
El 2 de mayo de 2013, CoinLab presentó una solicitud de demanda por valor de 75 millón de dólares contra Mt. Gox, alegando incumplimiento de contrato.  Las empresas habían formado una sociedad en febrero de 2013 según la cual CoinLab se encargaría de todos los servicios de Mt. Gox en América del Norte.  La demanda de CoinLab sostenía que Mt. Gox no le permitió trasladar a sus clientes estadounidenses y canadienses existentes de Mt. Gox a CoinLab. 
El 15 de mayo de 2013, el Departamento de Seguridad Nacional de Estados Unidos (DHS) emitió una orden para incautar dinero de la cuenta de la filial estadounidense de Mt. Gox en el procesador de pagos Dwolla.  La orden sugirió que el Servicio de Inmigración y Control de Aduanas de Estados Unidos, una rama de investigación del DHS, afirmó que la subsidiaria, que no estaba autorizada por la Red de Control de Delitos Financieros de Estados Unidos (FinCEN), estaba operando como un transmisor de dinero no registrado en Estados Unidos.  Entre mayo y julio, el DHS confiscó más de 5 millones de dólares de la filial.   El 29 de junio de 2013, Mt. Gox recibió su licencia de negocio de servicios monetarios (MSB) de FinCEN.  
Mt. Gox suspendió los retiros de dólares estadounidenses el 20 de junio de 2013.  La sucursal del Banco Mizuho en Tokio, que manejaba las transacciones de Mt. Gox, presionó posteriormente a la bolsa para que cerrara su cuenta. Aunque Mt. Gox anunció la reanudación de los retiros el 4 de julio de 2013, hasta el 5 de septiembre de 2013 se habían completado con éxito pocos retiros de dólares estadounidenses   
El 5 de agosto de 2013, Mt. Gox anunció que había sufrido "pérdidas significativas" debido a la acreditación de depósitos que no se habían compensado en su totalidad, y que ya no se acreditarían nuevos depósitos hasta que se completara por completo la transferencia de fondos. 
La revista Wired informó en noviembre de 2013 que los clientes estaban experimentando demoras de semanas a meses al retirar efectivo de sus cuentas.   El artículo decía que la compañía había "sido efectivamente excluida del sistema bancario estadounidense debido a sus problemas regulatorios".

## Suspensión de los retiros y consecuencias (febrero de 2014)
El 7 de febrero de 2014, Mt. Gox suspendió todos los retiros de bitcoin.  La compañía dijo que estaba pausando las solicitudes de retiro "para obtener una visión técnica clara de los procesos monetarios".  El 10 de febrero de 2014, la empresa emitió un comunicado de prensa en el que afirmaba que el problema se debía a la maleabilidad de las transacciones: "Un error en el software de Bitcoin permite que alguien utilice la red de Bitcoin para alterar los detalles de las transacciones y hacer que parezca que no se ha enviado bitcoins a una billetera de Bitcoin cuando, de hecho, sí se ha producido. Dado que la transacción parece no haberse realizado correctamente, los bitcoins pueden volver a enviarse. Mt Gox está trabajando con el equipo de desarrollo central de Bitcoin y otros para mitigar este problema".  
El 17 de febrero de 2014, cuando todos los retiros de Mt. Gox todavía estaban suspendidos y las bolsas competidoras habían vuelto a funcionar a pleno rendimiento, la compañía publicó otro comunicado de prensa indicando las medidas que afirmaba estar tomando para abordar los problemas de seguridad.  En una entrevista por correo electrónico con el Wall Street Journal, el director ejecutivo Mark Karpelès se negó a hacer comentarios sobre las crecientes preocupaciones entre los clientes sobre el estado financiero del intercambio, no dio una fecha definitiva en la que se reanudarían los retiros y escribió que el intercambio impondría "nuevos límites diarios y mensuales" a los retiros si y cuando se reanudaran. 
El 23 de febrero de 2014, el director ejecutivo de Mt. Gox, Mark Karpelès, renunció a la junta directiva de la Fundación Bitcoin.  Ese mismo día, todas las publicaciones en la cuenta de Twitter de la empresa fueron eliminadas. 
El 24 de febrero de 2014, Mt. Gox suspendió todas sus transacciones y horas más tarde su sitio web dejó de funcionar y volvió a aparecer una página en blanco.    Un supuesto documento interno de gestión de crisis filtrado afirmaba que la empresa era insolvente, después de haber perdido 744.408 bitcoins en un robo que pasó desapercibido durante años.    
Otras seis importantes bolsas de bitcoins publicaron una declaración conjunta distanciándose de Mt. Gox, poco antes de que el sitio web de Mt. Gox dejara de estar disponible.  
El 25 de febrero de 2014, Mt. Gox informó en su sitio web que se había "tomado la decisión de cerrar todas las transacciones por el momento", citando "informes periodísticos recientes y las posibles repercusiones en las operaciones de Mt. Gox". El director ejecutivo Mark Karpelès dijo a Reuters que Mt. Gox se encontraba "en un punto de inflexión".   
Desde el 1 de febrero de 2014 hasta finales de marzo, durante el período de los problemas de Mt. Gox, el valor del bitcoin cayó un 36%. 

## Procedimiento de quiebra de Mt. Gox

### Procedimientos de quiebra y reembolsos
El procedimiento de quiebra de Mt. Gox inicialmente preveía reembolsar a los acreedores en yenes japoneses a un precio de aproximadamente 483 dólares estadounidenses por bitcoin, lo que dio como resultado un reembolso total de 45.600 millones de yenes japoneses (alrededor de 400 millones de dólares estadounidenses).  Al precio de mercado de principios de 2022 (alrededor de 35.000 dólares por bitcoin), esto habría dejado a Karpelès con una cantidad significativa de riqueza.  Sin embargo, Karpelès, ex director general de Mt. Gox, declaró que no quería los beneficios que iba a recibir del procedimiento de quiebra.   Según las leyes de quiebra japonesas, alrededor de mil millones de dólares del dinero recibido irían a parar a los accionistas de la empresa, siendo el mayor de ellos la empresa de Karpelès, Tibanne, que poseía el 88% de Mt. Gox.  
En junio de 2018, el Tribunal de Distrito de Tokio aprobó la petición de los acreedores para iniciar procedimientos de rehabilitación civil. Esto permitió condiciones de pago más flexibles, incluida una compensación basada en el valor actual de las monedas perdidas. Los acreedores pudieron comenzar a presentar nuevas reclamaciones en virtud de estos procedimientos el 23 de agosto de 2018. Sin embargo, en junio de 2021, una demanda federal estadounidense presentada por clientes de Mt. Gox no pudo prosperar como demanda colectiva, lo que puso en peligro las esperanzas de obtener una compensación. 

### Inicio del proceso de reembolso en 2024
El 5 de julio de 2024, Mt. Gox comenzó a pagar a sus acreedores en Bitcoin y Bitcoin Cash según el plan de rehabilitación legal.  El abogado Nobuaki Kobayashi supervisa el proceso, garantizando que todas las verificaciones y acuerdos con los acreedores estén en su lugar antes de los desembolsos. Los reembolsos marcan un momento significativo, ya que los acreedores han estado esperando durante casi una década desde el colapso de la bolsa en 2014.  
De los 850.000 bitcoins perdidos, se recuperaron 200.000, de los cuales 60.000 fueron vendidos posteriormente por el fideicomisario para asegurar los fondos.  Dado el dramático aumento del valor de Bitcoin, el proceso de reembolso es sustancial.  A principios de julio de 2024, Mt. Gox sacó 47.228 BTC, valorados en aproximadamente 2.700 millones de dólares, de sus billeteras fuera de línea como parte del proceso de reembolso.  Entidades como MtGoxBalanceBot han estado rastreando estos movimientos de forma transparente y brindando actualizaciones a la comunidad.  
El 22 de julio de 2024, el patrimonio transfirió 2.850 millones de dólares en Bitcoin a nuevas billeteras, y 340 millones de dólares de esa suma se enviaron a direcciones propiedad de Bitstamp .   Poco después, se transfirieron 37.477 BTC adicionales, por un valor de 2.500 millones de dólares, a una billetera desconocida. 
A finales de julio de 2024, aproximadamente el 40% de los Bitcoin adeudados a los acreedores de Mt. Gox se habían distribuido, quedando todavía alrededor del 60% por devolver.  Este proceso en curso implica movimientos significativos en el mercado de criptomonedas, y se estima que el monto total adeudado a los acreedores es de alrededor de 10 mil millones de dólares. 
El inicio de los reembolsos provocó movimientos significativos en el mercado de criptomonedas.  La suma total adeudada a los acreedores representa aproximadamente el 0,7% del total de Bitcoin en circulación.  Los 850.000 bitcoins perdidos valían aproximadamente 450 millones de dólares en el momento del hackeo, y los 140.000 bitcoins recuperados valen alrededor de 10.000 millones de dólares a un precio de 70.000 dólares por bitcoin a finales de julio de 2024.  Esto significa que los acreedores están recibiendo aproximadamente 16 veces más valor en el mercado actual. 